# Bogomir Dragar
Bogomir Dragar, slovenski strokovnjak za cestni transport, * 24. julij 1921, Ljubljana, † 5. julij 2000, Ljubljana.

## Življenje in delo
Po končani gimnaziji v Ljubljani (1945) se je zaposlil in ob delu diplomiral na zagrebški Višji šoli za promet (1970). V letih 1946−1950 je bil načelnik uprave pri Ministrstvu za lokalni promet Ljudske republike Slovenije, nato od 1950 do 1980 direktor Slovenskega avtobusnega podjetja (SAP) v Ljubljani, nato pa predsednik SOZDa Integral. Pomemben je njegov prispevek pri izobraževanju delavcev v transportu in pri organizaciji in razvoju javnega cestnega transporta v Sloveniji ter vključevanju naših prevoznikov v mednarodne prevoze.